# Tampó
|  | Per a altres significats, vegeu «Tampó (desambiguació)». |

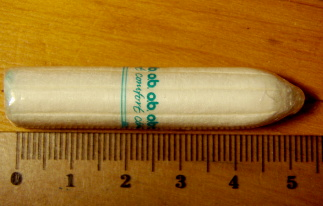
Tampó sense aplicador, embolicat en cel·lofana

Un tampó és un producte per a la higiene femenina fet de cel·lulosa, que s'introdueix a la vagina per a absorbir el flux d'endometri a la menstruació i que es retira al cap d'unes poques hores d'ús. N'hi ha que tenen un aplicador i d'altres que no. Poden tenir diverses formes, tot i que sempre són més aviat cilíndrics, i diferents mides. Solen tenir un fil que es deixa a l'exterior de la vagina i que serveix per a, tirant d'ell, poder extreure fàcilment el tampó. La capacitat d'absorció és d'entre 6 i 20 mil·lilitres, segons la mida.

## Material

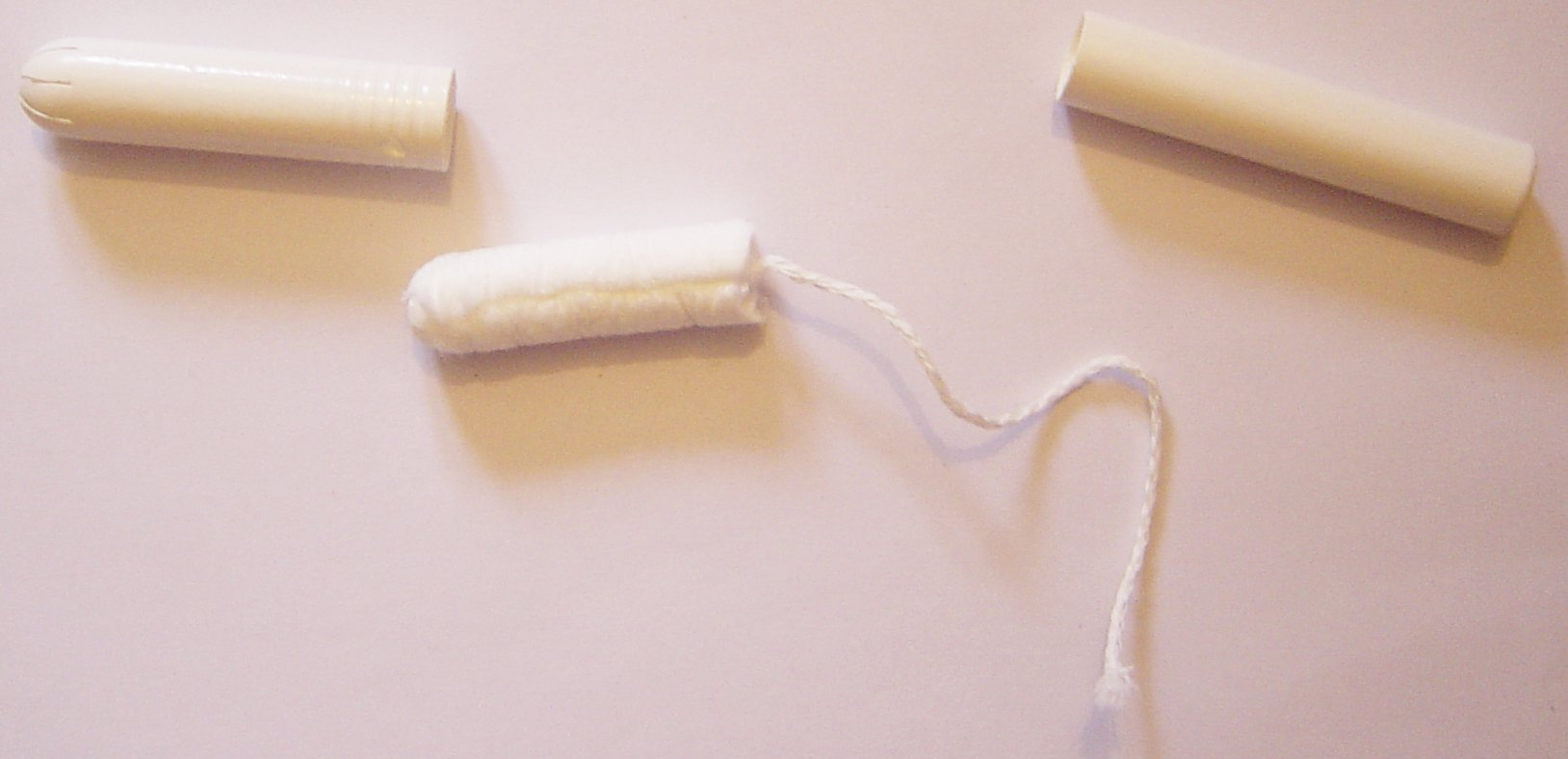
Tampó amb aplicador

Els tampons són preferentment de fibres com la viscosa o el raió, que s'obtenen de la cel·lulosa, però també es pot utilitzar només cotó. Els tampons de mida petita són més còmodes per les usuàries, redueixen el cost de producció i l'impacte mediambiental.
El SAP o polímer superabsorbent és un dels materials més absorbents que es coneix, ja que reté 800 vegades el seu pes en líquid, però no s'utilitza en els tampons (sí en compreses) perquè uns nivells d'absorció tan elevats es vinculen (només en tampons) a la síndrome de xoc tòxic.
Fa anys hi havia una llegenda urbana als Estats Units que deia que els fabricants de tampons i afegien asbests per promoure el sagnat menstrual i augmentar així el seu negoci, però la Food and Drug Administration (FDA) dels Estats Units va emetre un document en què assegurava que en la producció de tampons no s'utilitzen asbests i advertia que el seu ús seria un delicte.
Un altre rumor parla de l'ús de dioxines (composts tòxics amb possibles efectes nocius, cancerígens i sobre la reproducció) pel blanqueig de la cel·lulosa usada a compreses i tampons. Una anàlisi afirma que la concentració de dioxines als tampons de les marques O.B., Silvercare, Tampax i Tampax Compak -en les versions venudes a Espanya- és insignificant, i molt inferior a les 0,75 parts per trilió, que és el màxim més exigent per a productes alimentaris.
L'aplicador, si n'hi ha, pot ser de cartró o de plàstic. El de plàstic no es fa malbé si es mulla, per la qual cosa fa més fàcil la introducció del tampó quan la usuària es troba, per exemple, a la platja o a la piscina.

## Ús

En color rosa, un tampó introduït a la vagina (color blau elèctric). S'hi observa el tampó en si mateix (més gruixut) i el cordó que surt fins a l'exterior de la vulva. En vermell hi ha la bufeta urinària i en groc l'anus.

Per posar-se un tampó cal tenir les mans netes, treure el paper que embolica el tampó i no oblidar d'agafar el fil, desplegat, amb els dits mig, anular i petit d'una mà (la dreta si la dona és dretana). Cal posar la punta del dit índex de la mateixa mà a la base del tampó, on està agafat al fil, de manera que el tampó quedi com una prolongació del dit. Per començar és més fàcil amb els tampons de mida petita, més curts. Posar l'altre extrem del tampó a l'obertura de la vagina i empènyer amb el dit fins que aquest estigui introduït totalment. Cal que el tampó en si estigui "enfonsat" dins de la vagina, i no en surti fora de l'obertura, però que quedi un tros de fil, que és molt llarg, enfora. Convé vigilar que el cordó quedi fora de la vagina però dins de les calces, el tanga o el vestit de bany; si no volem que se'ns vegi una "cueta".
En el cas de tampó amb aplicador, cal introduir el tampó amb el seu aplicador i posteriorment treure l'aplicador, de manera que només queda el tampó dins la vagina.
Cada dona té els seus costums i les seves maneres que li resulten més còmodes, però dues posicions habituals són estar asseguda, per exemple al vàter, o de peu amb una cama una mica aixecada, per exemple amb un peu sobre el llit, un tamboret o el vàter. Un cop posat, sobretot les primeres vegades, cal posar-se dret i caminar una mica. Si la dona nota que té una cosa a l'interior, és que està mal col·locat; és a dir o massa transversal o massa enfora; i s'ha de posar bé.
Per treure el tampó cal tirar el fil d'un cop sec. Aquest llisca amb facilitat i sense fer mal en estar humidificat amb el flux vaginal. L'únic problema que es pot presentar és que el fil quedi endins, cosa que passa molt rarament. Normalment la dona mateixa arriba a extreure'l igualment però sinó pot anar al seu ginecòleg perquè li ho faci.

## Gestió com a residu
Cal llençar el tampó usat a una paperera o a les escombraries, millor que al vàter. El tractament com a residu ha de tenir en compte que es tractarà d'un producte sintètic i/o natural i que a més, un cop usat conté restes biològiques susceptibles de contenir patògens. El mètode emprat en la seva eliminació cal que sigui el llançament al contenidor de les escombraries generals (el del rebuig, de color gris). El llançament a l'inodor provoca embussaments en la xarxa d'aigües residuals i l'encariment del tractament d'aigües residuals.

## Dubtes freqüents

### Amb quina freqüència cal canviar el tampó
No cal canviar el tampó cada vegada que la dona va al lavabo o orina. El pipí i el flux sanguini surten per orificis diferents. Els tampons estan dissenyats per a ser portats sense cap mena de molèstia durant unes deu hores com a mínim. Tanmateix, els fabricants recomanen canviar-lo cada 6 a 8 hores (és a dir, tres o quatre vegades al dia) en els dies de regla menys abundant, o de 3 a 6 hores en els moments amb major quantitat. Això però depèn de la comoditat personal de cada dona i de la mida de tampons. Un de mida normal es pot canviar cada 4 o 5 hores aproximadament. No cal ser extremadament estricte, no és un medicament, és millor adaptar el temps al moment més còmode o que vagi bé. Hi ha dones que se senten més segures si, a la nit, hi posen a més a més un salvaslip a les calces, però els tampons estan fets per a poder aguantar tota la nit, si es canvia abans d'anar a dormir i al matí en llevar-se.

### Virginitat
El tampó pot ésser utilitzat per dones de qualsevol edat. L'himen és prou flexible com per a permetre el pas d'un tampó sense trencar-se, fins i tot en el cas de dones verges.

### El tampó surt del lloc? Es pot escapar?
Un tampó no pot "enfonsar-se" dins el cos ni perdre-s'hi, ja que l'obertura entre la vagina i l'úter és massa estreta perquè el tampó pugui moure's cap al damunt. Si està ben col·locat, tampoc no pot sortir cap enfora, ja que els músculs de la vagina ho impedeixen. És possible que no estigui perfectament ben col·locat (sovint és no prou enfonsat) i llavors la dona pot eventualment tenir la sensació que sortirà, per exemple quan esternudem, però no arriba a sortir. Sí que se sentirà més còmoda la dona quan, si té aquesta sensació, se l'ajusta correctament. També és possible de sentir-lo una mica, cosa que vol dir que està massa poc enfonsat, després de molta (massa) estona de portar-lo posat, per exemple un diumenge al matí després d'haver dormir més hores que de costum. El fet de "sentir-lo" no fa mal ni molesta, i es pot evitar enfonsant-lo una mica més, si és posat de poc, o traient-lo i canviant-lo per un altre, en el cas que hi estigui d'ençà molta estona.

### El tampó bloca el flux?
El tampó no és un tap que bloca el flux sanguini i quan es retira baixa, ni es queda assecat, com quan ens posem un tap al nas. Un tampó absorbeix el flux sanguini i s'infla una mica en agafar aquest líquid. Cal saber que també absorbeix part de la flora vaginal.

### Pot provocar una infecció?
Els tampons estan dissenyats especialment per la seva funció d'higiene íntima i en principi no provoquen infeccions. Per a estar nets fins al moment d'usar-los, solen estar embolicats en un paper de cel·lofana que cal treure just abans de posar-se el tampó. Tanmateix, cal evitar l'ús del tampó al postpart, quan l'úter encara està tornant a les seves condicions normals o es tenen loquis.

### Pot perdre's dins de la vagina?
Cal no oblidar el tampó dins de la vagina al final de la menstruació. De vegades ocorre que una dona s'oblida de treure'n un i en posa el següent, pensant que ja l'havia tret, s'ha d'intentar evitar però si passa no és greu. Normalment la dona se n'adona quan vol tirar del cordó per treure'n un i es troba que n'hi ha dos. Si és al final del període al cap d'unes dotze hores, com a màxim, la dona el "nota" i se'l pot treure. Si no pot, perquè no troba el fil, ni fora ni dins de la vagina, sempre pot demanar ajuda al seu ginecòleg o ginecòloga.

### Relacions sexuals
El tampó fa nosa a les relacions sexuals, si es vol tenir penetració vaginal, perquè es té la sensació que "ja hi ha alguna cosa a dins" i no hi cap el penis o segons quin altre objecte (sí els dits, per exemple). La dona que porta el tampó sempre se'n recorda o el nota abans que el noti la seva parella, i el pot treure discretament. En cas que l'altre el noti abans, es pot fer ús del sentit de l'humor.

## Síndrome de xoc tòxic
La síndrome de xoc tòxic és una infecció molt rara, produïda pel bacteri estafilococ daurat i que pot succeir tant a dones (que tinguin o no la regla) com a homes, de totes les edats. Se sap que la meitat de casos d'aquesta infecció s'ha donat a dones durant la seva menstruació, i s'ha associat a l'ús de tampons. La seva incidència és molt baixa, però algú que en tingui els símptomes (més de 39 °C de febre sobtada, erupció a la pell com si s'hagués cremat pel sol, etc.) cal treure's el tampó i anar al metge.

## Alternatives
- Copa menstrual
- Compresa
- Esponja menstrual